# Émile Lahoud
Émile Geamil Lahoud (en árabe: إميل لحود; Baabdat, 12 de enero de 1936) es un político libanés, y fue presidente del país entre 1998 y 2007. Es hijo del general Jamil Lahoud, uno de los líderes de la independencia libanesa, y está considerado como uno de los políticos más influyentes del medio oriente.
Se convirtió en comandante de la primera flota en 1968 y desempeñó distintos cargos en el Ejército entre 1970 y 1983, cuando fue designado como jefe de la oficina militar del Ministerio de Defensa.
Como comandante del Ejército en los años 90, reconstruyó la institución convirtiéndola en un cuerpo no sectario, el cual había quedado debilitado tras la Guerra Civil Libanesa.
Cuando fue elegido presidente en noviembre de 1998 contó con la aprobación general, visto como un líder nacionalista y un enemigo de la corrupción.
El período de Emile Lahoud como presidente, que estaba previsto hasta noviembre de 2004, fue extendido por tres años más cuando el Parlamento aprobó una controvertida enmienda constitucional que le permitía mantenerse en el poder.

## Condecoraciones
- Collar de la Independencia (Estado de Catar, 1999)[1]
- Orden de la República (República de Yemen, 2002)[1]
- Gran Cruz de la Orden de la Legión de Honor (República Francesa).